# Robert Hamerling
Robert Hamerling (født 24. marts 1830 i Kirchberg am Wald i Nedreøstrig, død 13. juli 1889 i Graz) var en østrigsk digter.
Hamerling, der var en søn af fattige forældre, blev student i Wien, hvortil familien var flyttet, og var 1848 medlem af den akademiske legion. Han blev 1851 lærer ved det klassiske gymnasium i Wien, senere i Graz, og 1855 professor ved gymnasiet i Triest. Hamerling debuterede 1857 som lyrisk digter med Ein Sangergruss vom Strande der Adria, hvorpå fulgte Venus im Exil (1858, 5. oplag 1889), Ein Schwanenlied der Romantik (1862, 5. oplag 1889), digtsamlingen Sinnen und Minnen (1860, 7. oplag 1886) og digtet Germanenzug (1864, 5. oplag 1890), i hvilke han havde vist sig som begejstret national lyriker, og af hvilke mange var satte i musik. Han var efterhånden bleven ked af skolegerningen og tog sin afsked 1862, hvorefter han flyttede til Graz for at leve for digtekunsten. Det var imidlertid først 1866, at han egentlig blev berømt, nemlig ved det store episke digt Ahasver in Rom (21. oplag 1894, oversat på dansk 1881), som i prægtigt farveskrud viser os kampen mellem kristendom og hedenskab på Neros tid. Medens dette digt er i femfodede jamber, er det næste Der König von Sion (1869, 9. oplag 1889) i heksametre, og begge er oversatte på de fleste europæiske sprog. Af hans senere digte må nævnes det episke Amor und Psyche (illustreret af Paul Thumann, 1882, 11. oplag 1894), det satiriske epos Homunculus (1888); dette sidste har aldrig gjort lykke, lige så lidt som tragedien Danton und Robespierre (1871, 4. oplag 1877) og lystspillet Lord Lucifer (1880). I 1876 udgav han den store roman Aspasia (3 bind, 3. oplag 1884, oversat på dansk af Otto Borchsenius 1879), som i sin fremstilling af kunstner- og elskovslivet i det gamle Athen viser digterens fortrolighed med antikken, men måske netop derfor falder lidt bred og trættende. I 1880 udkom novellen Die Waldsängerin (4. oplag 1890); 1873 skrev han kantaten Die sieben Todsünden (komponeret af Adalbert von Goldschmidt), som dog er lidet betydelig. Det sidste originale arbejde, som han selv udgav, var en selvbiografi, Stationen meiner Lebenspilgerschaft (1889), som udfyldes af dagbogsbladene Lehrjahre der Liebe (1890). Efter hans død udkom det filosofiske værk Die Atomistik des Willens (2 bind, 1890) samt Lyrischer Nachlass (1894). Hamerling har desuden været virksom som oversætter, nemlig af 
Giacomo Leopardis digte (1868) og Hesperidische Früchte (Verse und Prosa aus dem modernen Italien, 1874), og som udgiver af yndede tyske lyriske samlinger, som Das Blumenjahr in Bild und Lied (8. oplag 1888) og Blätter im Winde (1887). En samling af hans egne skitser og studier udkom under titlen Prosa (2 bind, 1882; ny række, 2 bind 1891).